# Joachim Gellert
Joachim Gellert (* 1958) ist ein deutscher Jazz- und Weltmusiker. Er spielt Posaune, Euphonium, Tuba, Akkordeon und Melodika.
Gellert bestand 1977 am Gymnasium Petrinum Recklinghausen das Abitur und studierte von 1978 bis 1984 an der Hochschule für Musik Köln. Mit Reiner Winterschladen, Norbert Stein, Achim Fink, Basa Vujin, Raimund Kroboth und Reiner Michalke gründete er noch während des Studiums die Gruppe No Nett, die Anfang der 1980er mehrfach durch Deutschland tourte und mehrere mit dem Preis der deutschen Schallplattenkritik ausgezeichnete Alben aufnahm. 
Ab 1986 spielte Gellert einerseits mit Gitarrist Kroboth in der Jazzrock-Gruppe Heinz ironisch-schräge Blasmusik (Album Bavarian Backbeat, 1990). Andererseits folgte ab 1990 die Arbeit mit Norbert Steins Pata Horns, die sich dann 1993 als Bläserquartett Talking Horns selbständig machten und bei denen Gellert bis 2000 wirkte. Er war Gründungsmitglied der Schäl Sick Brass Band, mit denen er Konzertreisen und Festivalauftritte in ganz Europa, Asien und Afrika absolvierte und diverse Alben einspielte. Außerdem ist er in der Banda Metafisica tätig.
Zudem schuf er auch Bühnenmusiken an den Schauspielhäusern Köln, Bonn, Düsseldorf, Koblenz, Dortmund und Osnabrück. Dabei arbeitet er seit 1989 insbesondere mit Axel Siefer zusammen.